# Innenhafen Duisburg

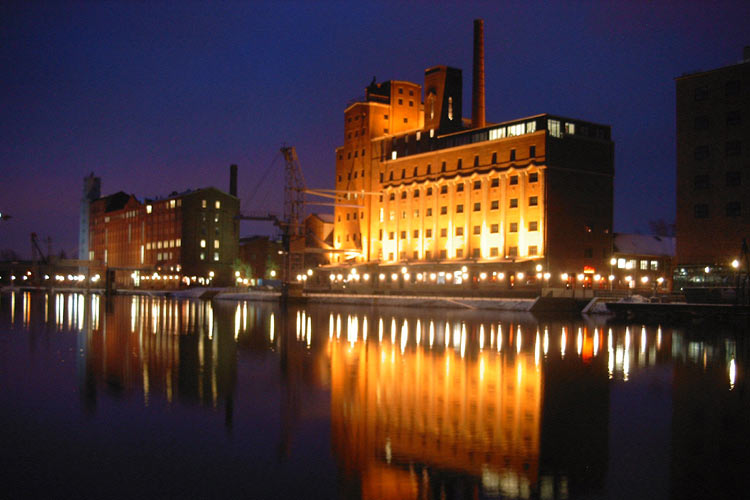
De Duisburgse Innenhafen bij nacht

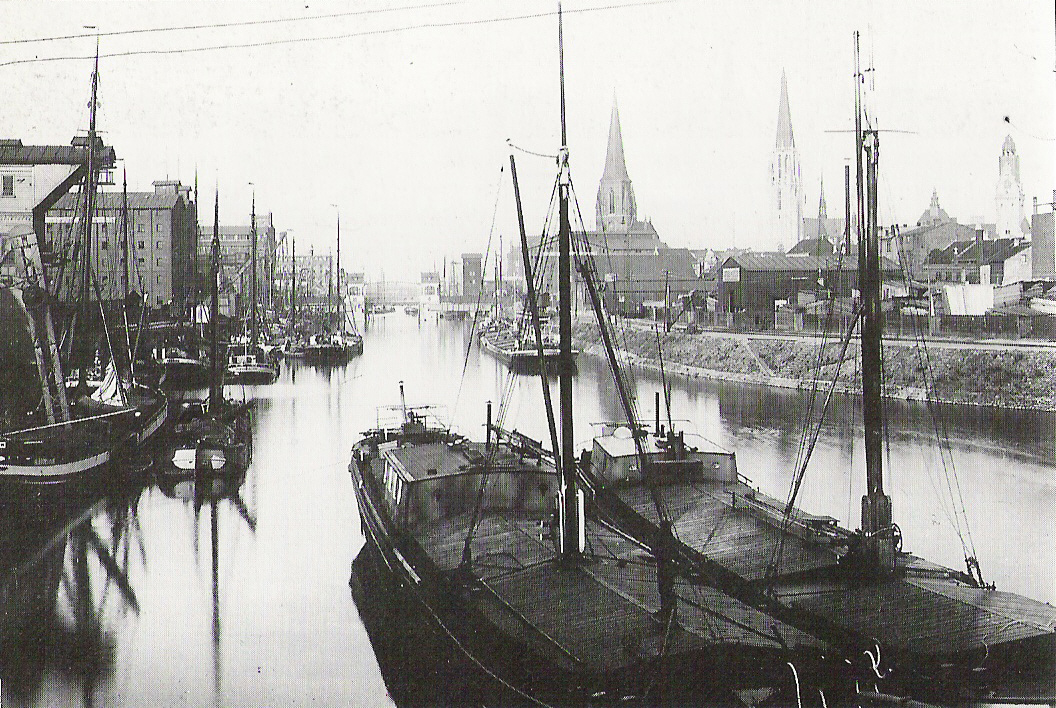
De Innenhafen rond 1900

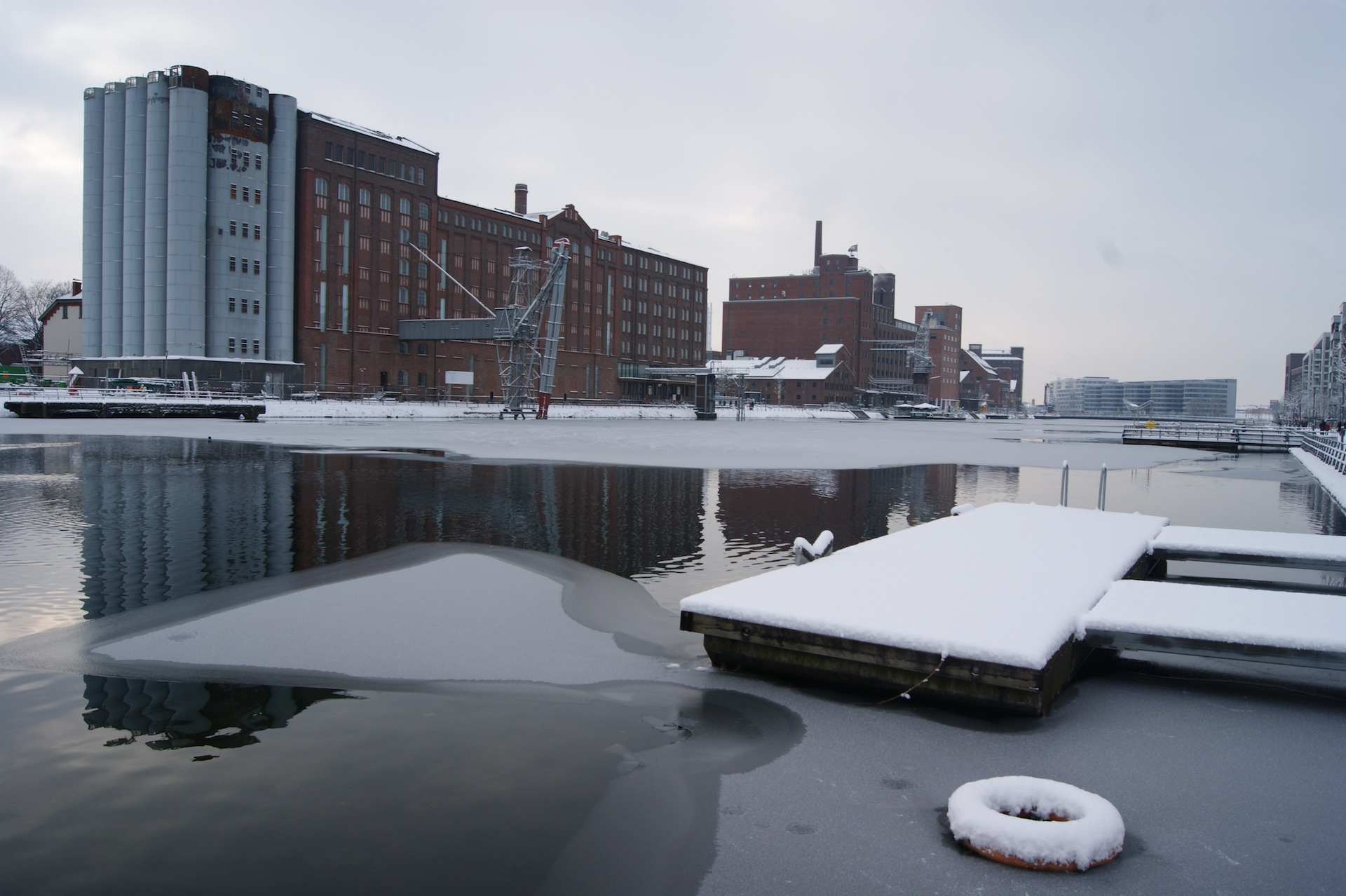
De Innenhafen in de winter

De Innenhafen Duisburg is een voormalig deel van de haven van Duisburg in Duisburg (Duitsland). Aan het einde van de twintigste eeuw werd het gebied, dat 89 hectare beslaat, naar een plan van Norman Foster omgebouwd tot woon-, kantoor- en uitgaansgebied. De Innenhafen maakt deel uit van de Route der Industriekultur.

## Geschiedenis
Tijdens de middeleeuwen veranderde de loop van de Rijn, waardoor Duisburg zijn directe riviertoegang verloor. Pas in 1829 werd, ongeveer op de plek waar vroeger de Rijn gestroomd had, een kanaal van de rivier naar de stad gegraven, de huidige Außenhafen. In 1840 werd de oostelijke uitbreiding van dat kanaal, de Innenhafen, aangelegd. Aanvankelijk werd Innenhafen vooral gebruikt door houtbedrijven, die voorzagen in de grote houtbehoefte van de mijnen in het Ruhrgebied. Toen het ruimtegebruik van de houtbedrijven door modernere productiemethoden afnam, werd hun plaats ingenomen door graanmolens en hun markante silo's, die de Innenhafen in het begin van de twintigste eeuw de bijnaam Broodmand van het Ruhrgebied bezorgden.
Na de ondergang van de graanmolens in de jaren zestig van de twintigste eeuw verloor de Innenhafen zijn positie als belangrijke haven, hoewel de Duisburgse haven in Ruhrort verder groeide. Twintig jaar werd het terrein niet gebruikt. In 1990 werd begonnen de Innenhafen, naar een plan van de Britse architect Norman Foster, om te bouwen tot woon-, werk- en uitgaansgebied. Daarbij kregen industriële gebouwen nieuwe bestemmingen zoals appartementencomplex, museum, kantoor of uitgaansgelegenheid.

## Bezienswaardigheden
Bezienswaardigheden in de Duisburgse Innenhafen zijn:
- het Museum Küppersmühle für Moderne Kunst, gevestigd in de voormalige graansilo van de firma Küpper
- een deel van de oude Duisburgse stadsmuur
- het cultuur- en stadhistorisch museum van Duisburg
- de synagoge van de Israëlische architect Zvi Hecker
- de Garten der Erinnerung (Tuin van de herinnering) op de plek van het vroegere Spar-distributiecentrum

De Innenhafen maakt deel uit van de Route der Industriekultur, een toeristische route die langs belangrijke industriële monumenten in het Ruhrgebied voert.